# ويسمريد (حومة بيجار)
ویسمرید (بالفارسية: ویسمرید) هي قرية تقع في إيران في حومة. يقدر عدد سكانها بـ 9 نسمة بحسب إحصاء 2016.